# Jerzy Broszkiewicz
Jerzy Broszkiewicz (ur. 6 czerwca 1922 we Lwowie, zm. 4 października 1993 w Krakowie) – polski prozaik, dramatopisarz, eseista i publicysta oraz autor utworów (m.in. biografii, powieści obyczajowych i fantastyki naukowej) adresowanych dla czytelników starszych oraz dla dzieci i młodzieży.

## Życiorys
Urodził się 6 czerwca 1922 we Lwowie; jego ojciec, Adam, był oficerem Wojska Polskiego. W 1934 roku został uczniem Gimnazjum im. J. Długosza we Lwowie. Po ukończeniu szkoły średniej i szkoły muzycznej, wstąpił w 1940 do Akademii Muzycznej we Lwowie. W czasie okupacji niemieckiej Lwowa (1941–1944) brał udział w konspiracyjnej działalności kulturowej (wieczory literackie, koncerty); był też karmicielem wszy w Instytucie Badań nad Tyfusem Plamistym i Wirusami profesora Rudolfa Weigla.
W 1944 roku ożenił się z Ewą Łomnicką i przeniósł się do Krakowa, gdzie zamieszkał początkowo w Domu Literatów przy ulicy Krupniczej. Przez pewien czas studiował w Wyższej Szkole Muzycznej, ale przerwał studia muzyczne w 1945 (choć Stanisław Frycie i Tadeusz Kwiatkowski opisali go jako „świetnie zapowiadającego się pianistę”). Od tego roku był członkiem ZLP (w latach 1957–1958 był wiceprezesem zarządu głównego; od 1973 był członkiem zarządu krakowskiego oddziału ZLP, a w 1975 jego wiceprezesem). W latach 1945–1947 współpracował z redakcją tygodnika „Odrodzenie” (m.in. jako korektor i krytyk teatralny) i czasopisma „Teatr”. Współpracował też z dziennikiem „Nowiny” i „Dziennikiem Polskim” (1945–1946). W latach 1947–1949 współredagował czasopismo „Ruch Muzyczny”, później w latach 1948–1951 był redaktorem miesięcznika „Muzyka”.
W 1948 przeprowadził się do Warszawy. W latach 1950–1951 prowadził w Polskim Radiu tygodniowy program kulturalny, w latach późniejszych był autorem słuchowisk radiowych. W latach 1950–1963 publikował w „Nowej Kulturze” i w „Przeglądzie Kulturalnym” (tu był członkiem redakcji od 1953). W latach 1953–1954 redagował dodatek artystyczno-literacki w „Sztandarze Młodych” pt. „Przedpole”. W 1953 wstąpił do komunistycznej Polskiej Zjednoczonej Partii Robotniczej, w tym samym roku został członkiem redakcji „Przeglądu Kulturalnego”, którego był współredaktorem do 1963. W latach 1955–1956 był dyrektorem artystycznym Teatru Estrada. W 1959 roku wrócił do Krakowa; od tego roku do 1971 był kierownikiem literackim Teatru Ludowego w Nowej Hucie. W 1960 pisał dla „Gazety Krakowskiej”. Od 1962 był członkiem Ogólnopolskiego Komitetu Pokoju. W 1975 został członkiem Komitetu Krakowskiego PZPR i członkiem prezydium krakowskiego klubu Kużnica.

### Życie prywatne
W Krakowie mieszkał w dzielnicy Krowodrza. Był mężem Ewy Łomnickiej (1920–2000), córki matematyka Antoniego Łomnickiego, która była lekarzem psychiatrą, dr hab. i pracownikiem Katedry Patomorfologii Collegium Medicum UJ, a ojcem Ireny Broszkiewicz (1954–2021), matematyczki, związanej przez pewien czas z kabaretem Piwnica pod Baranami.
Chorował na schizofrenię. Zmarł 4 października 1993 w Krakowie. Pochowany w Alei Zasłużonych cmentarza Rakowickiego (kwatera LXIX pas B-2-2).

## Twórczość
Jego twórczość literacka była różnorodna. Debiutował w 1945 jako krytyk muzyczny i równocześnie jako literat opowiadaniem Monika zamieszczonym w tygodniku „Odrodzenie” (nr 18). Debiutem książkowym Broszkiewicza stała się powieść o getcie Oczekiwanie, za którą otrzymał Nagrodę Ziemi Krakowskiej.
Kolejną książką była wielokrotnie wznawiana powieść o Fryderyku Chopinie Kształt miłości, za którą w 1951 otrzymał Nagrodę Państwową II stopnia, zaś w 1971 powieść Długo i szczęśliwie została laureatką nagrody CRZZ. Kluska, Kefir i Tutejszy została wyróżniona na IV Premio Europeo w 1968.
Autor czternastu powieści dla młodzieży, debiutujący Opowieścią olimpijską w 1948, aczkolwiek większość jego powieści dla młodszych czytelników była pisana w latach 60. i 70. Jego wcześniejsze utwory z tego gatunku były często biografiami. Z późniejszych wiele zalicza się do powieści fantastycznonaukowych, które Frycie uznał za najbardziej znaczące w jego dorobku. Znacząca jest zwłaszcza Wielka, większa i największa z 1960, która została bardzo dobrze odebrana przez krytykę i stała się lekturą szkolną (dla klasy piątej). Według Fryciego w swoich utworach dla młodzieży Broszkiewicz „eksponował takie wartości moralne jak zaradność, mądrość, szlachetność i odwaga, oraz łączył różne techniki narracyjne, rozmaite gatunki i konwencje literackie”.
Oprócz tego pisał również dobrze ocenione dramaty – był wielokrotnym laureatem konkursów dramatycznych; spod jego pióra wyszło ponad 20 sztuk teatralnych, telewizyjnych i radiowych. Pisał też eseje, scenariusze telewizyjne i filmowe (np. Kopernik) oraz publikacje o muzyce. Niektóre z jego sztuk realizowano za granicą m.in. we Francji, Niemczech, Szwajcarii, Meksyku, Nowej Zelandii i USA. Utwory Broszkiewicza przełożono na co najmniej dwadzieścia języków, a łączny nakład jego powieści przekroczył liczbę miliona egzemplarzy.

Frycie ocenił Broszkiewicza jako „pisarza niezwykle utalentowanego i wszechstronnego”. 

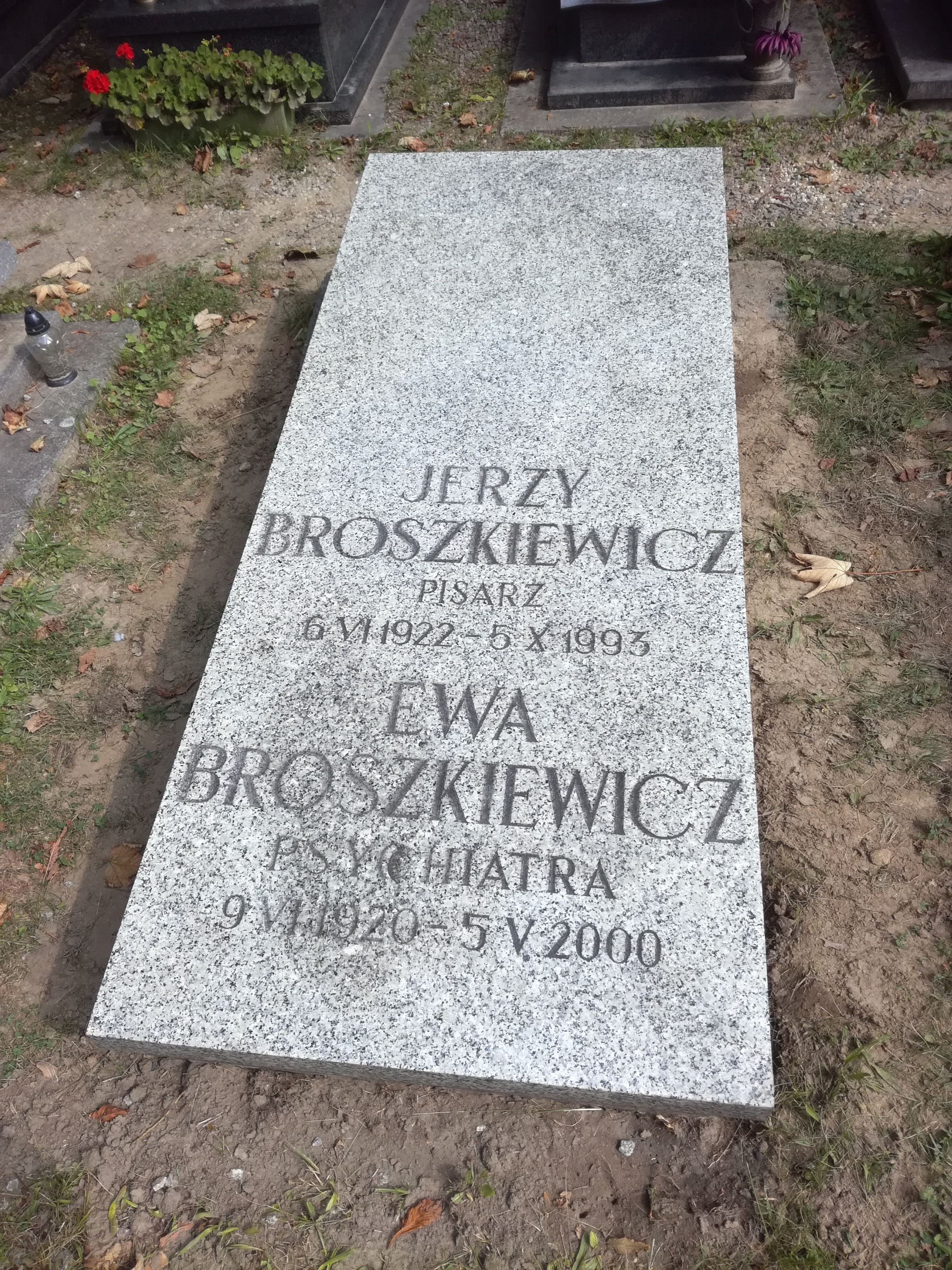
Grób Jerzego Broszkiewicza na cmentarzu Rakowickim w Krakowie

Broszkiewicz również pomógł w napisaniu debiutanckich powieści Sat-Okha: Ziemia słonych skał (1958) i Biały mustang (1959), a według Dariusza Rosiaka był wręcz ich faktycznym nieujawnionym autorem, który napisał je w oparciu o opowiadania Sat-Okha.
Do utworów Broszkiewicza należą m.in.:

### Powieści dla młodzieży
- Opowieść olimpijska (1948)
- Opowieść o Chopinie (1950; adaptacja Kształtu miłości)
- Jacek Kula (1952)
- Powrót do jasnej polany (1953)
- Emil! Emil! (1954)
- Wielka, większa i największa (Nasza Księgarnia 1960; lektura do klasy piątej w czasach PRL; na jej postawie nakręcono film fabularny)
- Ci z Dziesiątego Tysiąca (Nasza Księgarnia 1962; fantastyka naukowa)
- Oko Centaura (Nasza Księgarnia 1964; fantastyka naukowa; dalszy ciąg Tych z Dziesiątego Tysiąca)
- Długi deszczowy tydzień (Nasza Księgarnia 1966; dalszy ciąg Wielkiej, większej i największej; ukazała się w kolekcji Biblioteka młodych)
- Kluska, Kefir i Tutejszy (Nasza Księgarnia 1967)
- Mój księżycowy pech (fantastyka naukowa; Nasza Księgarnia 1970 w serii Klub Siedmiu Przygód i Nasza Księgarnia 1976 w kolekcji Biblioteka młodych)
- Mister Di (Nasza Księgarnia 1972)
- Samotny podróżny (1973; dała podstawę do serialu Kopernik z Andrzejem Kopiczyńskim; 19 lutego 1973 wypadało 500-lecie urodzin astronoma)
- Bracia Koszmarek, magister i ja (1980)

### Inne powieści
- Oczekiwanie (1948)
- Kształt miłości (cz. I 1950, cz. II 1951; na jej podstawie powstał film fabularny Młodość Chopina[6][13])
- Imiona władzy (1957)
- Długo i szczęśliwie (1970)
- Dziesięć rozdziałów (1971–1974)
- Doktor Twardowski (1977–1979)

### Dramaty
- Imiona władzy (1957),
- Jonasz i błazen (1958)
- Dwie przygody Lemuela Gulliwera
- Dziejowa rola Pigwy (1960)
- Skandal w Hellbergu (1961)
- Głupiec i inni
- Koniec księgi VI

### Publicystyka
- Pożegnanie z katechizmem. Biblioteka Postępowego Wychowania t. III, Warszawa: Iskry 1958

## Ordery i odznaczenia
- Krzyż Komandorski Orderu Odrodzenia Polski (1975)[3][8]
- Krzyż Oficerski Orderu Odrodzenia Polski[5]
- Krzyż Kawalerski Orderu Odrodzenia Polski (1954[3] albo 11 lipca 1955)[21]
- Warszawski Krzyż Powstańczy[22]
- Medal 40-lecia Polski Ludowej (1984)[23]
- Medal 10-lecia Polski Ludowej (19 stycznia 1955)[24]
- Order Uśmiechu[2][25]

## Nagrody
- 1948 – Nagroda Ziemi Krakowskiej – za powieść Oczekiwanie[13]
- 1951 – Nagroda Państwowa II stopnia[2] w dziale Literatury i Sztuki – za powieść Kształt miłości[13]
- 1960 – Nagroda Artystyczna Nowej Huty – za upowszechnianie kultury[3] i całość działalności dramaturgicznej[13]
- 1961 – nagroda MRN w Krakowie[3]
- 1961 – II Nagroda w Konkursie Dramaturgicznym miasta Krakowa – za sztukę Skandal w Hellbergu[5]
- 1962 – II Nagroda w Konkursie Dramaturgicznym WRN w Bydgoszczy – za sztukę Niepokój przed podróżą[5]
- 1964 – I Nagroda w Konkursie na widowisko telewizyjne o tematyce współczesnej – za sztukę Ta wieś, Mogiła[5]
- 1965 – Złoty Ekran za rok 1964 – za sztukę Ta wieś Mogiła[5]
- 1968 – Nagroda Città di Caorle – za książkę dla młodzieży Kluska, Kefir i Tutejszy[5]
- 1971 – Nagroda Centralnej Rady Związków Zawodowych – za powieść Długo i szczęśliwie[5]
- 1974 – Nagroda Prezesa Rady Ministrów – za twórczość dla dzieci i młodzieży[2][13][5]
- 1979 – Nagroda Prezesa Rady Ministrów I stopnia[2] za twórczość dla dzieci i młodzieży[6] w dziedzinie literatury z okazji 35-lecia PRL – za całokształt twórczości[5]
- 1982 – Nagroda Państwowa I stopnia za całokształt twórczości literackiej[5]
- 1984 – Nagroda miasta Krakowa[3]